# Sankt Görans kyrka, Ruse
Sankt Görans kyrka (bulgariska: Храм Свети Георги/Hram Sveti Georgi) är en bulgarisk-ortodox kyrkobyggnad belägen i staden Ruse i regionen Ruse i norra Bulgarien.
Kyrkan är helgad åt den romerska martyren, soldaten och helgonet Sankt Göran.

## Historia
På den platsen där Sankt Görans kyrka står, stod det tidigare en träkyrka som brann ner under det rysk-turkiska kriget (1806-1812).
1837 beviljade styrelsen för en annan kyrka i samma stad, vid namn Heliga Trefaldighetskyrkan, ett lån för att påbörja byggandet av den nuvarande. Den 25 mars 1841 tillät sultan Abd ül-Mecid I byggandet.
Kyrkan började byggas 1841 och stod klar året därpå. Invigningen ägde rum den 30 januari 1843. Bygget leddes av mästaren Peno Nikeoglou från staden Trjavna och byggarbetarna var också från Trjavna, men vissa också från Gabrovo.
Kyrkan målades 1924 av Apostol Hristov från Sofia.

## Kyrkobyggnaden

### Mått
Sankt Görans kyrka är 32 m lång, 14 m bred och är grävd cirka 2 m under marken.

### Interiör och inventarier
- Byggnaden är treskeppig och har tre altare.[1]
- Inuti finns en del av Sankt Görans reliker, som kyrkan fick av Heliga stolen i oktober 2003.[2]
- 1958 ersattes en av väggmålningarna av en ny målning av professor Nikolaj Kozhuharov och konstnären Tsanko Vasilev.[1]
- Den första ikonostasen tillverkades av Doncho Todorov och Bozhko Stojkov. Delar av den finns bevarad i Basarbovoklostret och Sankta Marinas kloster nära byn Karan Vrbovka. Dess ikoner målades av Zaharii Tsanyuv och Yoanikiy Papa Vitanov 1842 och de finns bevarade i kyrkan.[1]
- Den nuvarande ikonostasen tillverkades av Ivan Travnitskyj. Den installerades mellan februari och mars 1930 och dess ikoner målades av Gospodin Zhelyazkov.[1]

### Kloctornet och klockor
Klocktornet uppfördes 1904 efter ritningar av ingenjören Edward Winter och dess klocka väger 445 kg.

### Allmänna källor
- Храм "Свети Георги" - Русе | Опознай.bg (opoznai.bg)
- Църква „Св. Георги“ – Проект ROBG – 302 „Християнското наследство в културния коридор Русе- Гюргево“ е съфинансиран от Европейския съюз чрез Европейския фонд за регионално развитие в рамките на програма Интеррег V-A Румъния-България 2014-2020 г. Стойност на финансиране от ЕС: € 1 274 992,51 (christ-ro-bg.eu)